# Эвридика (жена Антипатра I)
Эвриди́ка (др.-греч. Εὐρυδίκη; IV век до н. э. — после 287 до н. э.) — царица Македонии, дочь фракийского царя Лисимаха.
В юном возрасте Эвридику, в промежутке между 297 и 294 годами до н. э., выдали замуж за македонского царя, или на тот момент одного из наследников престола, Антипатра I. В 294 году до н. э. Антипатр I был изгнан и вместе с супругой нашёл убежище у Лисимаха. В 287 году до н. э. отец Эвридики Лисимах приказал убить Антипатра I, а свою дочь бросить в тюрьму, где она, по одной из версий, и умерла.

## Биография
Эвридика родилась в семье правителя Фракии Лисимаха и дочери наместника Македонии Никеи. Её полнородными братом и сестрой были Агафокл и Арсиноя.
В честь дочери Лисимах переименовал один из городов в Малой Азии Смирну, которую получил после победы над Антигоном в 301 году до н. э. Однако название «Эвридикиея» не прижилось и город после очередной смены власти вернул себе прежнее именование.
В промежутке между 297 и 294 годами до н. э. девушку выдали замуж за двоюродного брата по материнской линии царевича или царя Македонии Антипатра I. Евсевий Кесарийский писал, что свадьба состоялась после того как Антипатр I убил свою мать Фессалонику в 294 году до н. э., а в изложении Юстина — до этого события. По мнению Э. Кэрни, версия Юстина более предпочтительна, так как брак носил династический характер. На момент женитьбы Антипатру было около 15 лет, что было нехарактерно для Македонии того времени. Свадьба дочери с царём, чья власть находилась под угрозой, не могла входить в интересы Лисимаха, который в 294 году до н. э. вёл тяжёлую войну с гетами. Также историк не исключала, что свадьба состоялась ещё при жизни отца Антипатра Кассандра, который умер в 297 году до н. э. Этого мнения придерживались также Г. Макурди и М. Лайтман, которые считали, что Кассандр организовал свадьбу сына с дочерью Лисимаха незадолго до своей смерти. В источниках нет информации о потомстве Антипатра I и Эвридики. На этом основании Д. Огден предположил, что, возможно, их брак был бездетным. Практически одновременно со свадьбой Эвридики, соправитель Антипатра I Александр V женился на дочери царя Египта Птолемея Лисандре. Таким образом оба правителя, Лисимах и Птолемей, усиливали своё влияние в Македонии.
В 294 году до н. э. Антипатр I, согласно античной традиции, убил свою мать Фессалонику. За этим последовала борьба за власть в Македонии, в которую включились эпирский царь Пирр и военачальник Деметрий Полиоркет. Лисимах, хоть и поддерживал зятя, не мог оказать ему военную помощь, так как был занят войной с гетами на северных границах своей державы.
После того как Антипатр I в 294 году до н. э. потерял власть, Эвридика вместе с супругом нашла убежище у отца. При дворе Лисимаха она проживала с мужем до 287 до н. э. В изложении Юстина, «Лисимах убил своего зятя Антипатра, который обвинял тестя в том, что вследствие его коварства он потерял македонский царский престол; свою дочь Эвридику, которая поддерживала эти обвинения, Лисимах заключил в темницу». Возможно, к такому суровому наказанию Эвридики была причастна молодая жена Лисимаха Арсиноя, которая могла видеть в падчерице угрозу для своей власти. Дальнейшая судьба Эвридики достоверно неизвестна. Она могла умереть в заточении, стать пешкой в очередной политической игре. Согласно предположению В. Хеккеля, Эвридика умерла до прихода к власти Птолемея Керавна в 281 году до н. э., так как в другом случае новый царь не преминул бы использовать брак с дочерью Лисимаха для легитимизации своих претензий на царский престол.